# علی ربیعی
علی ربیعی (زادهٔ ۱۴ آذر ۱۳۳۴) سیاستمدار اصلاح‌طلب ایرانی است که در دولت دوازدهم به‌عنوان سخنگوی دولت از سال ۱۳۹۸ تا ۱۴۰۰ فعالیت کردند. او در دولت‌های یازدهم و دوازدهم بین سال‌های ۱۳۹۲ تا ۱۳۹۷ سمت وزیر تعاون، کار و رفاه اجتماعی را بر عهده داشت.
ربیعی در انتخابات ریاست جمهوری ۱۳۸۸ تنها مشاور میرحسین موسوی بود که قبل از اتمام رای‌گیری در نشست رسانه‌ای اعلام پیروزی قطعی موسوی در انتخابات با نسبت اختلاف رای بسیار زیاد در کنار وی در پیشگاه خبرنگاران قرار گرفت و ادعای پیروزی مطرح شد.
او استادِ دانشگاه‌های تهران و پژوهشگر حوزهٔ جامعه‌شناسی سیاسی و اقتصادی است.
ربیعی از سوی رسانه‌های نزدیک به گروه مجاهدین‌خلق متهم به نقض‌حقوق‌بشر می‌شود. وی به عنوان یک جامعه‌شناس، اقدامات و دلایل زوال گروه مجاهدین خلق را مورد بررسی قرار داده است. او در دهه ۶۰ به عنوان یک عضو ساده و ناشناخته شاخه کارگری حزب جمهوری اسلامی برخورد با تروریست‌های مسلح و مجاهدین خلق را داشته به گفته این گروه در سال ۱۳۶۶ به وزارت اطلاعات ایران پیوسته. به گفته رسانه‌های نزدیک به گروه مجاهدین خلق، ربیعی در دهه ۷۰ و ۸۰ و به خصوص در دوره ریاست جمهوری محمد خاتمی یکی از اعضای حاکمیت ایران بود که با گروه مجاهدین خلق در دنیا مقابله کرده و در روند بررسی پرونده قضایی این گروه در فرانسه نقش داشته است.

## زندگی

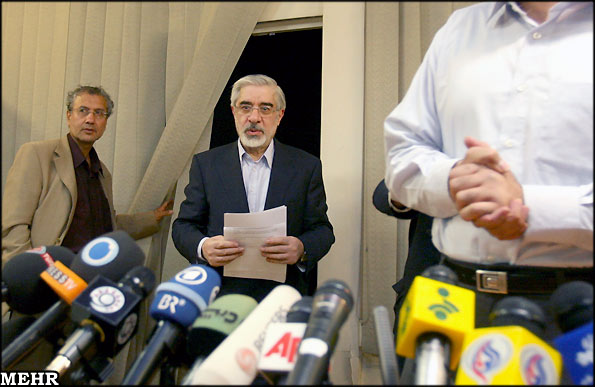
از چپ: علی ربیعی و میرحسین موسوی. کنفرانس خبری و اعلام پیروزی میرحسین موسوی نامزد دهمین دوره انتخابات ریاست جمهوری، ۲۲ خرداد ۱۳۸۸

علی ربیعی زادهٔ آذر سال ۱۳۳۴ در تهران است. او پیش از انقلاب سال ۱۳۵۷، تکنیسین کارخانهٔ «جنرال موتورز»، ارج و قرقره پرستو بود و در همان زمان از سران اعتصاب شهرک اکباتان و کارخانهٔ محل کار خود بود که منجر به برخورد ساواک شد.
او در سال ۱۳۵۹ ازدواج کرد و دارای چهار فرزند می‌باشد. همسر وی به دلیل ابتلا به بیماری سرطان در سال ۱۳۸۵ و فرزند آخر وی به نام محمدجواد، در سال ۱۳۸۶ درگذشتند.
در سال‌های نخست انقلاب ۱۳۵۷، نمایندهٔ کارگران و عضو شورای عالی کار بود. ربیعی مسئول شاخهٔ کارگری حزب جمهوری اسلامی در دههٔ ۱۳۶۰ و عضو شورای مرکزی خانهٔ کارگر از بدو تأسیس تا امروز است. ربیعی پس از انقلاب تحصیلات خود را در رشتهٔ مدیریت تا مقطع دکترا ادامه داد. وی مشاور اجتماعی خاتمی در دورهٔ ۸ سالهٔ ریاست جمهوری وی بوده است
ربیعی افزون‌بر فعالیت‌های صنفی کارگری، به دلیل نیاز مقطع انقلاب، همراه با عده‌ای از دوستان هم محله‌ای خود جذب نهادهای انقلابی شده و به سپاه پاسداران می‌پیوندد. وی در دوران جنگ ایران-عراق ۶۵ ماه حضور در جبهه‌های غرب را در کارنامهٔ خویش دارد. پس از آن به وزارت اطلاعات می‌رود.

## سوابق سیاسی
- سخنگوی دولت در دولت دوازدهم - از سال ۱۳۹۸ تا ۱۴۰۰[۱]
- وزیر تعاون، کار و رفاه اجتماعی در دولت‌های یازدهم و دوازدهم - بین سال‌های ۱۳۹۲ تا ۱۳۹۷
- مشاور اجتماعی و فرهنگی رئیس‌جمهور، سید محمد خاتمی - از سال ۱۳۷۶ تا ۱۳۷۹[۱۱]
- مسئولیت اجرایی و مسئولیت کمیتهٔ تبلیغات دبیرخانه شورای عالی امنیت ملی - از سال ۱۳۷۲ تا ۱۳۸۴
- معاون حقوقی و پارلمانی وزارت اطلاعات - از سال ۱۳۶۶ تا ۱۳۷۲ (در دورهٔ وزارت محمد ری‌شهری و علی فلاحیان)[۱۲]
- مسئول شاخهٔ کارگری حزب جمهوری اسلامی - دههٔ ۱۳۶۰
- نمایندهٔ کارگران و عضو شورای عالی کار - ۱۳۵۷

وی در جریان تبلیغات انتخابات ریاست جمهوری ایران (۱۳۸۸) از اعضای اصلی ستاد میرحسین موسوی (از نامزدهای معترض به نتایج انتخابات بود. بود که پس از اعلام نهایی نتایج انتخابات، موضعِ خاصی علیه برنده انتخابات نگرفت و به نتیجه تمکین کرد.
ربیعی در زمان تصدی دبیر شورای عالی امنیت ملی توسط حسن روحانی مسئول اجرایی دبیرخانه و ریاست کمیتهٔ سیاست‌گذاری تبلیغات و کمیتهٔ امنیت داخلی شورای عالی امنیت ملی را عهده‌دار بود.

## سوابق دانشگاهی
او استادِ دانشگاه‌های تهران و پژوهشگر حوزهٔ جامعه‌شناسی سیاسی و اقتصادی است. وی عضو هیئت علمی و دانشیار دانشگاه پیام نور، محقق و نویسنده در حوزهٔ جامعه‌شناسی سیاسی و مدیریت و مشاور اجتماعی رئیس‌جمهور ایران (سید محمد خاتمی) طی سال‌های ۱۳۷۶ تا ۱۳۸۴ است، همچنین علی ربیعی به نقض حقوق بشر، متهم است.
عمده دغدغه‌های ربیعی در سال‌های وزارت، مطالعهٔ فساد و راهبردهای مقابله با آن بوده است. او برنامه‌های خود برای وزارت کار را بر مبنای مبارزه با فساد و القای‌تقویت کارآفرینی برنامه‌ریزی کرده بود.

## وزارت تعاون، کار و رفاه اجتماعی
با آغاز به کار دولت حسن روحانی، وی علی ربیعی را برای تصدی وزارت تعاون، کار و رفاه اجتماعی به مجلس معرفی کرد. پس از حملات تعدادی از وبگاه‌ها به علی ربیعی، گروهی از نمایندگان مجلس اعلام کردند که در بررسی صلاحیت وی حتی یک مورد منفی هم پیدا نکرده‌اند. سرانجام ربیعی توانست به عنوان وزیر تعاون، کار و رفاه اجتماعی از مجلس رأی اعتماد بگیرد.
در ۴ آذر ۱۳۹۳، ربیعی برای پاسخ به پرسش‌های نمایندگان در مجلس حضور یافت اما با کسب ۹۸ رأی موافق، ۹۵ رأی مخالف و ۱۱ رأی ممتنع از مجموع ۲۱۹ رأی مأخوذه نتوانست آنان را قانع کند و هفتمین کارت زرد دولت یازدهم را کسب کرد.
و به همین منوال هفتمین کارت زرد مجلس به ربیعی رسید. پیش از وی علی طیب‌نیا، رضا فرجی دانا، علی جنتی، علی‌اصغر فانی، عبدالرضا رحمانی فضلی و محمدرضا نعمت‌زاده از مجلس کارت زرد گرفته بودند. او یک سال بعد، دومین کارت زرد خود را نیز از مجلس نهم دریافت کرد.

### استیضاح
حضور ربیعی در دولت دوم روحانی نیز به عنوان وزیر کار ادامه پیدا کرد. او در ۲۲ اسفند ۱۳۹۶ مورد استیضاح مجلس دهم قرار گرفت ولی برکنار نشد. اما در نهایت برای سومین بار در کم‌تر از یک سال، در ۱۷ مرداد ۱۳۹۷ و با ۱۲۹ رأی موافق استیضاح و ۱۱۱ مخالف و ۳ ممتنع از این سمت برکنار شد.

## مسئولیت‌ها
- دبیر ستاد مبارزه با فساد و ارتقاء سلامت نظام اداری در دولت از ۱۳۷۹ تا ۱۳۸۴.
- عضو شورای سیاست‌گذاری مرکز بررسی‌های راهبردی ریاست جمهوری با حکم رئیس‌جمهور تا مرداد ۱۳۸۴.
- رئیس مؤسسهٔ مطالعات و پژوهش‌های سیاسی از سال ۱۳۶۸ تا ۱۳۷۳.
- وزیر تعاون، کار و رفاه اجتماعی دولت یازدهم و دولت دوازدهم از مرداد ۱۳۹۲ تا مرداد ۱۳۹۷.
- سخنگوی دولت ایران از خرداد ۱۳۹۸ تا مرداد ۱۴۰۰.

## عملکرد و دیدگاه‌های شاخص

### انتصاب یک پزشکی به عنوان ریاستسازمان تأمین اجتماعی
وی در دولت روحانی برخلاف توصیه‌هایی که انجام شد یک پزشک را به ریاست سازمان تأمین اجتماعی که نهادی رفاهی در کشور است، منصوب کرد. در نتیجه «سازمان بیمه سلامت و خدمات درمانی که باید زیرنظر وزارت رفاه باشد، زیرمجموعه وزارت بهداشت شد.»

### اختراعموبایل
در سالهای اخیر برخی سخنرانی‌ها و اظهارنظرهای ربیعی موجب تعجب رسانه‌ها، حتی رسانه‌های اصولگرا شده است. وی در سخنرانی ادعای اختراع موبایل به دست ایرانیان را مطرح کرد و در جای دیگری رتبه بهداشت خانواده در ایران را جزء ۵ کشور برتر جهان خواند.

### مخالفت با پرداخت یارانه نقدی و هدفمند سازی یارانه‌ها
ربیعی اگرچه تخصصی مستقیمی در حوزه اقتصاد ندارد ولی از سال ۱۳۹۲ که سمت وزیر کار و رفاه اجتماعی منصوب شد به صورت مکرر در مصاحبه‌ها نسبت به عمل پرداخت یارانه نقدی و طرح هدفمند سازی یارانه‌ها انتقاد و با آن مخالفت کرد. او در فروردین ماه سال ۱۳۹۳ در مصاحبه‌ای از پرداخت یارانه به شکل نقدی به همه مردم انتقاد کرد و گفت:
در فاز اول قانون هدفمندی یارانه‌ها سالانه ۴۲ هزار میلیارد تومان به شکل نقدی به حساب مردم واریز شد، که اگر صرف امور اقتصادی می‌شد می‌توانست غوغا به پا کند. به عنوان مثال ما می‌توانیم با صرف کمتر از ۶۰ میلیون تومان یک خانواده را به صورت هدفمند از چرخه حمایتی خارج کنیم. اگر اکنون نیز از محل انصراف از یارانه‌ها مبلغ قابل توجهی صرفه‌جویی شود می‌توانیم آنرا در بخش‌هایی برای ایجاد اشتغال سرمایه‌گذاری کنیم.

## اتهامات

### برخورد بامجاهدین خلقو نسبت دادن نقض حقوق بشر
او به عنوان یک عضو ساده و ناشناخته شاخه کارگری حزب جمهوری اسلامی در دهه ۶۰، سابقه برخورد با تروریست‌های مسلح و مجاهدین خلق در این دهه در ایران را دارد. همچنین ربیعی در سال ۱۳۶۶ به وزارت اطلاعات ایران پیوست و سابقه عضویت در این نهاد را دارد. او به عنوان یک جامعه‌شناس نیز اقدامات و دلایل زوال این گروه را مورد بررسی قرار داده است. به گفته رسانه‌های نزدیک به این گروه، ربیعی در دهه ۷۰ و ۸۰ و به خصوص در دوره ریاست جمهوری خاتمی یکی از اعضای حاکمیت ایران بود که با گروه مجاهدین خلق در دنیا مقابله کرده و در روند بررسی پرونده قضایی این گروه در فرانسه نقش داشته است. او از سوی رسانه‌های نزدیک به این گروه متهم به تقض حقوق بشر می‌شود.